# Hammam Dhalaa
Hammam Dhalaa (em árabe: حمام الضلعة) é uma cidade e comuna localizada na província de M'Sila, Argélia. Segundo o censo de 2008, a população total da cidade era de 39 850 habitantes.